# 齐长庆
齐长庆（1896年12月26日—1992年），字景如，满族，北京人，中国生物制品学家、兽医科学家、发明家。被称为“中国生物制品事业的奠基人和开创者”。
1926年，齐长庆研发出天花痘苗毒种“天坛株”，1931年，他筛选固定了狂犬病疫苗毒株“北京株”，为中国消灭天花、狂犬病疫苗的研制作出了很大的贡献，大幅减少了国内的狂犬病病例；1957年，他主持起草了中华人民共和国第一个小动物饲养管理条例，推动了中国实验动物领域的发展。

## 生平

### 早年
1896年12月26日生于北京一个衰落了的满族镶黄旗家庭。八岁入私塾，自小即厌烦死读经书，因而成绩平平，被老师认为不堪造就。进入青年时期，正值辛亥革命，只得辍学在家务农。他少年时立志：“不为良相，但为良医”。1912年以第一名考入京师公立第二学堂（辛亥革命前原名左翼八旗子弟学堂）, 在校时连跳两级。1914年以中学肄业学历考取陆军兽医学校，1918年以优异成绩毕业。1919年3月，中国第一个防疫机构中央防疫处在北京天坛成立，齐长庆被推荐任技术助理员，4年后任该处痘苗室主任。1924年被选派到日本东京帝国大学传染病研究所进修一年，主要学习破伤风抗毒素的制造和疫苗生产。1925年回国后在原单位管理生产并兼作研究工作。1931年“九一八事变”后，中央防疫处迁往南京。

### 抗战时期
1935年，齐长庆以主任技师职称奉命筹建蒙绥防疫处并任代处长。1937年抗日战争爆发，他奉命内迁，组织兽医防治大队，活动于陕、甘两省。1939年受聘于香港协和医药公司，于1940年初筹建血清厂，在困难的条件下生产出菌苗和破伤风抗毒素，运往内地支援抗战。1941年底，日本军没收该公司，他设法离开血清厂回到北京，在一家私立研究所作乳酸杆菌和真菌的研究。

### 国共战争时期
1945年抗日战争胜利后，他立即帮助中央防疫处进行接收工作。1946年受南京中央卫生署之邀，任中央生物药品实验厂简任技师，兼任兰州西北生物药品实验厂厂长。1948年西北生物药品实验厂改编成立中央实验处兰州分处，齐长庆任处长。1949年共军占领兰州，中央实验处兰州分处在齐长庆等领导下在三日内恢复生产。

### 1949年后
中华人民共和国成立后，他还担任了西北军政委员会生物制品厂的领导工作，该厂改名为卫生部兰州生物制品研究所，1953年齐长庆被任命为兰州生物制品研究所所长、主任技师。晚年担任甘肃省政协常委、卫生部兰州生物制品研究所学术委员会名誉主任、甘肃医学会免疫学会名誉副主任、甘肃省微生物学会副主任、甘肃省畜牧兽医学会顾问等职。文化大革命中被打成“反动学术权威”, 受到批斗和不公正待遇。1982年加入中国共产党，1991年起被批准享受国务院特殊津贴。1992年在北京逝世，享年96岁。

## 成就

### “天坛株”的研发
1926年2月，位于北京东四牌楼十条胡同的京师传染病医院收治了天花患者、国民党西北军士兵刘广胜。时任国民党中央防疫处第三科痘苗股负责人的齐长庆取患者带疱浆的痂皮，研磨后接种在猴子的皮肤上，接种后发痘，再传种到另一只猴子皮肤上传了两代，再接种到家兔的皮肤和睾丸上传了五代，又接种到犊牛的皮肤上传了三代。经过十代减毒之后，经检测毒力与日本牛痘疫苗毒种的毒力相似，此天花疫苗毒种被命名为“天坛株”。“天坛株”后成为多种重组疫苗如天花疫苗、乙肝疫苗、世界上第一个进入二期临床实验的艾滋病疫苗的载体。
1960年在天花经验交流会上，有人将“天坛株”和“苏联株”进行比较，并用Lister株（国际参考株）、Danish株（强毒株）和EM-63株（弱毒株）作为对照。经过3年的实验证明，天坛株的免疫原性最好：动物试验的免疫反应接近强毒株，初种小儿的免疫反应与苏联株无区别，苏联株的子痘发生率高于天坛株。这些结果都给予了天坛株正面的肯定。

### “北京株”的研发
1931年，北平卫生事务所捕杀一只狂犬并自狂犬脑内分离到一株狂犬病病毒。齐长庆和李严茂二人将狂犬病病毒在兔脑内传代，1－10代家兔死亡时间多在10－26天之间，至30代以后，毒力稳定在接种后6天发病。当时该狂犬病毒毒株被定名为“中国株”，后改为“北京株”。该毒株免疫原性好、毒性稳定，一直用于生产兔脑或羊脑狂犬病疫苗。
后人将“北京株”在豚鼠脑内和地鼠肾细胞上交替传代，获得肾细胞适应株，用其生产人用狂犬病疫苗。

### 起草饲养管理条例
齐长庆自1919年参加工作开始，就从事实验动物的繁育工作；1925年留学回国时，又带回日本种豚鼠饲养。1957年召开实验动物第一次经验交流会时，齐长庆说：“实验动物工作仍然存在许多问题，需要我们去探讨研究，比如遗传育种问题、饲料营养问题、无菌问题、繁殖问题等等。”后其主持起草了中华人民共和国第一个小动物饲养管理条例，于1958年4月经卫生部批准定名为《小动物饲养管理试行规程》。

## 性格与个人特色
齐长庆注重实践，凡事要亲力亲为。在初次生产痘苗时，齐亲自观察痘疱生长情况，日夜守候在牛舍育疱间，仔细地记录、观察痘疱发育变化，从出疹一直到灌浆结痂。1957年，他观察到免疫马匹的血液中有大量的淋巴细胞、淋巴母细胞和浆细胞，遂开始制备血清抗毒素。其制备工艺由由原制到浓制再到精制，质量逐步提高。
齐长庆非常重视生产安全与产品质量。生物制品工作危险性很大，既要防止自己感染，又要防止毒菌泄露，还要防止生物制品污染，每一步都要小心谨慎。他曾说：“所有的生物制品都必须‘质量第一’且安全有效，这就是检测质量的金标准，不能有半点糊弄虚假。”